# ويكيبيديا الإيطالية
ويكيبيديا الإيطالية (بالإيطالية: Wikipedia in italiano)‏. هي القسم الإيطالي من ويكيبيديا والذي بدأ في يناير 2002 وتحتوي أكثر من 850,000 ألف مقال، في يونيو، 2009.
في أغسطس 2005، اجتازت ويكيبيديا الإيطالية النسختين الإسبانية والبرتغالية من ويكيبيديا، وأصبحت النسخة الرابعة وفقا لعدد المقالات. السبب الرئيسي لهذه القفزة السريعة من 56,000 مقال إلى 64,000 مقال كانت استخدام البوت لإنشاء بذور مقالات على أكثر من 8.000 بلدية إسبانية، أطلق عليها "Comuni spagnoli".
تم إيقاف المشروع إلى أجل غير مسمى اعتباراً من 4 أكتوبر 2011، وذلك احتجاجًا على مشروع قانون تجري مناقشته في مجلس النواب والمسمى «DDL intercettazioni» أي «قانون التنصت»، الذي تلزم المادة 29 منه وسائل الإعلام، بما فيها الإلكترونية، ومواقع الويب بنشر اعتراض أي مواطن على محتواها دون تعديل أو تعليق عليه خلال 48 ساعة من الاعتراض ودون الحاجة إلى قرار محكمة يجزم بقانونية الاعتراض وصحته. وقد اتخذ قرار إيقاف ويكيبيديا الإيطالية بعد مناقشة مجتمع المساهمين فيها للاعتراض على مشروع القانون، لأنه لا يسمح بالعمل في ويكيبيديا وفق ركائزها، وتم نشر رسالة توضح ذلك على الصفحة الرئيسية مع تحويل جميع صفحات ويكيبيديا الإيطالية إليها.

## الميزات
- في يونيو 2009، وصل عدد المستخدمين المسجلين 674,000.
- ويكيبيديا الإيطالية لا تقبل إلا بالصور المتوافقة مع رخصة جنو للوثائق الحرة ورخصة العموميات الخلاقة. الصور تحت الاستعمال العادل تم رفضها في أبريل، 2006 تجاوزا لمشاكل حقوق الصور والاستعاضة عنها ببعض الصور التي تتفق مع القانون الإيطالي بعد الاتفاق مع مؤسسة ويكيميديا.
- خلافًا لويكيبيديا الإنجليزية والفرنسية، ويكيبيديا الإيطالية لا تمتلك مجلس تحكيم.
- ويكيبيديا الإيطالية استخدمت بوتات لإضافة البلدات الفرنسية والإسبانية والكويكبات؛ التي تؤلف 20% من محتوياتها.

## تعطيل ويكيبيديا الإيطالية

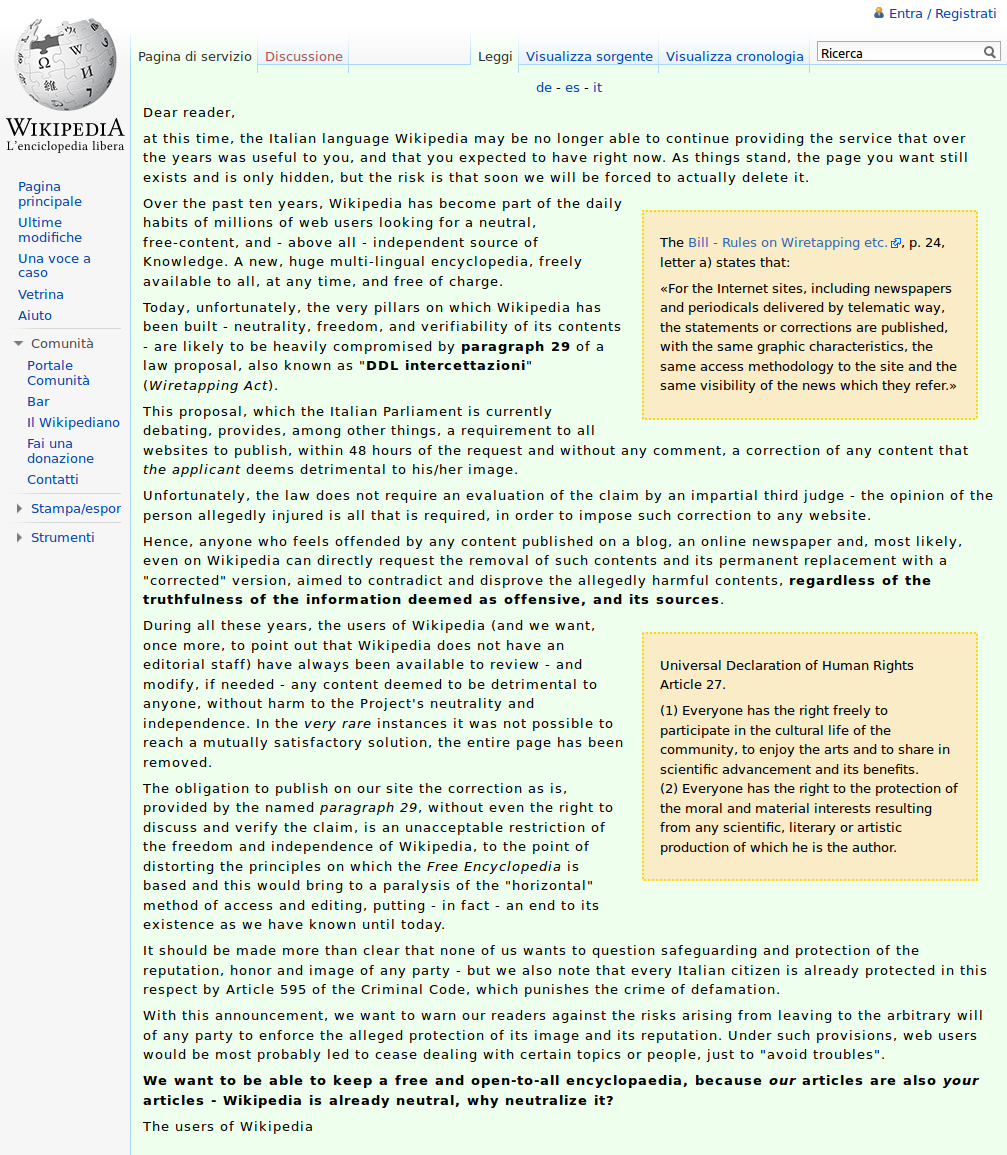
الصفحة التي ظهرت على ويكيبيديا الإيطالية ما بين 4 و6 أكتوبر 2011، حيث كان يتم توجيه كل الزوار تلقائيا لها؛ في المقابل فقد تم إخفاء كل محتويات الموسوعة

من 4 إلى 6 أكتوبر/تشرين الأول 2011، وفي أعقاب القرار الذي اتخذه مجتمع ويكيبيديا الإيطالية، تم تعطيل هذه النسخة اللغوية من ويكيبيديا كما تم إخفاء كل مقالات الموسوعة من قبل إدارييها احتجاجا على القانون الإيطالي المعروف باسم DDL intercettazioni (مشروع قانون التنصت) الذي كان يجري مناقشته في مجلس النواب بالبرلمان الإيطالي.
الجدل تركز إلى حد كبير حول الفقرة 29 من مشروع القانون المقترح. وحسب البيان العلني الذي نشره محرري ويكيبيديا الإيطالية: «كانت هذه هي المرة الأولى التي تم فيها تمويه كل محتويات ويكيبيديا الإيطالية احتجاج على القرار.» وقد ساندت مؤسسة ويكيميديا قرار محرري ويكيبيديا الإيطالية من خلال بيان صدر في نفس اليوم. اعتبارًا من 5 أكتوبر 2011 ()

تم قراءة البيان أو بالأحرى المقال الذي حل محل باقي مقالات ويكيبيديا الإيطالية ما يقرب من 8 ملايين مرة. وفي 6 تشرين الأول/أكتوبر 2011، تم ترميم وإصلاح محتوى الموقع مع لافتة إعلانية في أعلى كل صفحة تشرح سبب الاحتجاج.

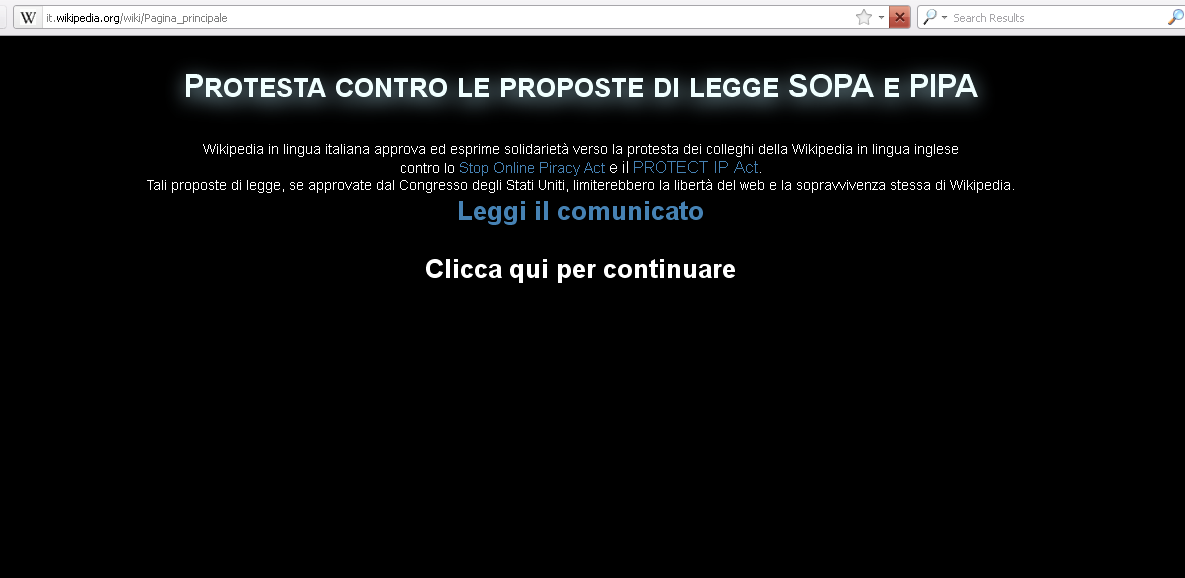
الصفحة الرئيسية للموسوعة الإيطالية في 18 كانون الثاني/يناير 2012، حيث يظهر فيها ما يلي:

في 18 كانون الثاني/يناير 2012، تم تعطيل ويكيبيديا الإنجليزية لمدة 24 ساعة عقب صدور قرار من المساهمين احتجاجا على مشروعي قانونين يجري بحثها من قبل الكونغرس الأمريكي وهما قانون وقف القرصنة على الإنترنت وقانون حماية الملكية الفكرية. في ذلك اليوم، قامت ويكيبيديا الإيطالية بإعادة توجيه المستخدمين والزوار من الصفحة الرئيسية إلى صفحة سوداء للتعبير عن دعمهم للموسوعة الإنجليزية في ردة فعلها.
في 10 تموز/يوليو 2012، تعطلت ويكيبيديا الروسية احتجاجا على ما قام به مجلس الدوما عندما ناقش التعديلات على قانون «المعلومات» (مشروع القانون رقم 89417-6) وقد قامت ويكيبيديا الإيطالية مجددا بالتضامن مع نظيرتها الروسية لكن هذه المرة من خلال رفع راية بيضاء في كل صفحات الموسوعة مُعلنة عن دعمها للاحتجاج.
في تشرين الثاني/نوفمبر 2012، ظهرت مجموعة من الرسائل على موسوعة ويكيبيديا الإيطالية احتجاجا على مشروع قرارات بمجلس الشيوخ الإيطالي وهما #3491، 3204، 3.400 وخاصة 3.207.

## مسار التقدم
- أصبح عدد المقالات أكثر من  847,000 بحلول سنة 2011.

## وصلات خارجية
- ويكيبيديا الإيطالية.